# Инвиди
У Роботеку, Инвиди су измишљена краболика ванземаљска раса пореклом са планете Оптера. Њихов свет су уништили Зентраеди под командом Господара Роботека који су покушали да преотму Цвеће живота, које је расло на тој планети и које је храна за Инвиде. Цвеће живота је такође извор велике енергије по имену Протокултура. Бесни због уништења планете и издаје некадашњих савезника, мирољубиви Инвиди су почели да се милитаризују и започели су програм генетичке манипулације да би еволоуирали како би били супериорнији од Господара. На крају су Инвиди пратили украдено Цвеће све до Земље, за коју се испоставило да је једнимо место у галаксији где оно може да расте. Инвиди су извршили инвазију на Земљу без оклевања, започевши тиме Трећи Роботек рат.
Инвиде су преводили пар монарха, Регент, који је опседнут жељом да се освети Господарима и не жели да преобрати своју расу у облик сличан Господарима; и Риџис, краљица-мајка расе, заговорник програма генетичке еволуције. За разлику од Регента, који је одлучио да остане у оригиналном облику своје расе, Риџис је прва од своје расе подвргла себе генетичкој модификацији, пошто ју је завео Зор, научник у служби Господара. Регент и Риџис су се раздвојили и поделили расу између себе; Риџис је повела Инвазију на Земљу, док је Регент повео рат против Господара на њиховој постојбини Тиролу.
Прича у којој се Инвиди појављују у Роботек унивезуму је првобитно из серије Џенезис Клајмбер Моспеада, где се ова раса назива Инбити.